# Maximiliano Torrealba
Maximiliano Alonso Torrealba Rivera (Cobquecura, Chile, 30 de septiembre de 2002) es un futbolista profesional chileno que se desempeña como Defensa  o Extremo y actualmente milita en Deportes Temuco de la Primera B de Chile.

## Trayectoria
Oriundo de Cobquecura, se unió a las divisiones inferiores de Ñublense. Fue citado a la selección sub-15 chilena en 2017. Debutó profesionalmente el 20 de julio de 2021, en un partido ante Universidad de Chile válido por la Primera División 2021, que terminó empatado a un gol.El 24 de febrero de 2022 firmó su primer contrato como profesional con Ñublense.
El 20 de enero de 2023, fue cedido junto a Matías Coronado a Santiago Morning de la Primera B de Chile, como parte de la operación que llevó a Alex Valdés a Ñublense. A fines de la temporada 2023, regresó al equipo chillanejo.
Luego de no renovar su contrato para la temporada 2025, el 20 de enero de 2025 es anunciado como flamante refuerzo de Deportes Temuco de la Primera B.

## Estadísticas
| Club                     | Div.          | Temporada     | Liga  | Liga  | Copas nacionales | Copas nacionales | Torneos internacionales | Torneos internacionales | Total | Total |
| Club                     | Div.          | Temporada     | Part. | Goles | Part.            | Goles            | Part.                   | Goles                   | Part. | Goles |
| ------------------------ | ------------- | ------------- | ----- | ----- | ---------------- | ---------------- | ----------------------- | ----------------------- | ----- | ----- |
| Ñublense · Chile         | 1.ª           | 2021          | 5     | 0     | —                | —                | —                       | —                       | 5     | 0     |
| Ñublense · Chile         | 1.ª           | 2022          | 2     | 1     | 1                | 0                | —                       | —                       | 3     | 1     |
| Santiago Morning · Chile | 2.ª           | 2023          | 14    | 0     | 2                | 0                | —                       | —                       | 16    | 0     |
| Santiago Morning · Chile | Total club    | Total club    | 14    | 0     | 2                | 0                | 0                       | 0                       | 16    | 0     |
| Ñublense · Chile         | 1.ª           | 2024          | 5     | 0     | 6                | 1                | —                       | —                       | 11    | 1     |
| Ñublense · Chile         | Total club    | Total club    | 12    | 1     | 7                | 1                | 0                       | 0                       | 19    | 2     |
| Deportes Temuco · Chile  | 2.ª           | 2025          | 1     | 0     | 2                | 0                | —                       | —                       | 3     | 0     |
| Deportes Temuco · Chile  | Total club    | Total club    | 1     | 0     | 2                | 0                | 0                       | 0                       | 3     | 0     |
| Total carrera            | Total carrera | Total carrera | 27    | 1     | 11               | 1                | 0                       | 0                       | 38    | 2     |
| 1. 2.                    |               |               |       |       |                  |                  |                         |                         |       |       |